# アニョージネ
アニョージネ（伊: Agnosine）は、イタリア共和国ロンバルディア州ブレシア県にある、人口約1,600人の基礎自治体（コムーネ）。

## 名称
ブレシア方言ではGnusen

## 地理

### 位置・広がり
ブレシア県中部のコムーネ。県都ブレシアから北東へ16km、州都ミラノから東北東へ93kmの距離にある。

#### 隣接コムーネ
隣接するコムーネは以下の通り。
- ビオーネ
- カイーノ
- ルメッツァーネ
- オードロ
- プレゼーリエ
- ヴァッリオ・テルメ

### 地震分類
イタリアの地震リスク階級 (it) では、2 に分類される
。

## 行政

### 分離集落
アニョージネには、以下の分離集落（フラツィオーネ）がある。
- Binzago, Casale, Renzana, San Lino, Sant'Andrea, Trebbio

### 山岳部共同体
広域行政組織である山岳部共同体「ヴァッレ・サッビア山岳部共同体」 (it:Comunità montana della Valle Sabbia) （事務所所在地: ヴェストーネ）を構成するコムーネの一つである。